# Alfred Vogt (Mediziner)

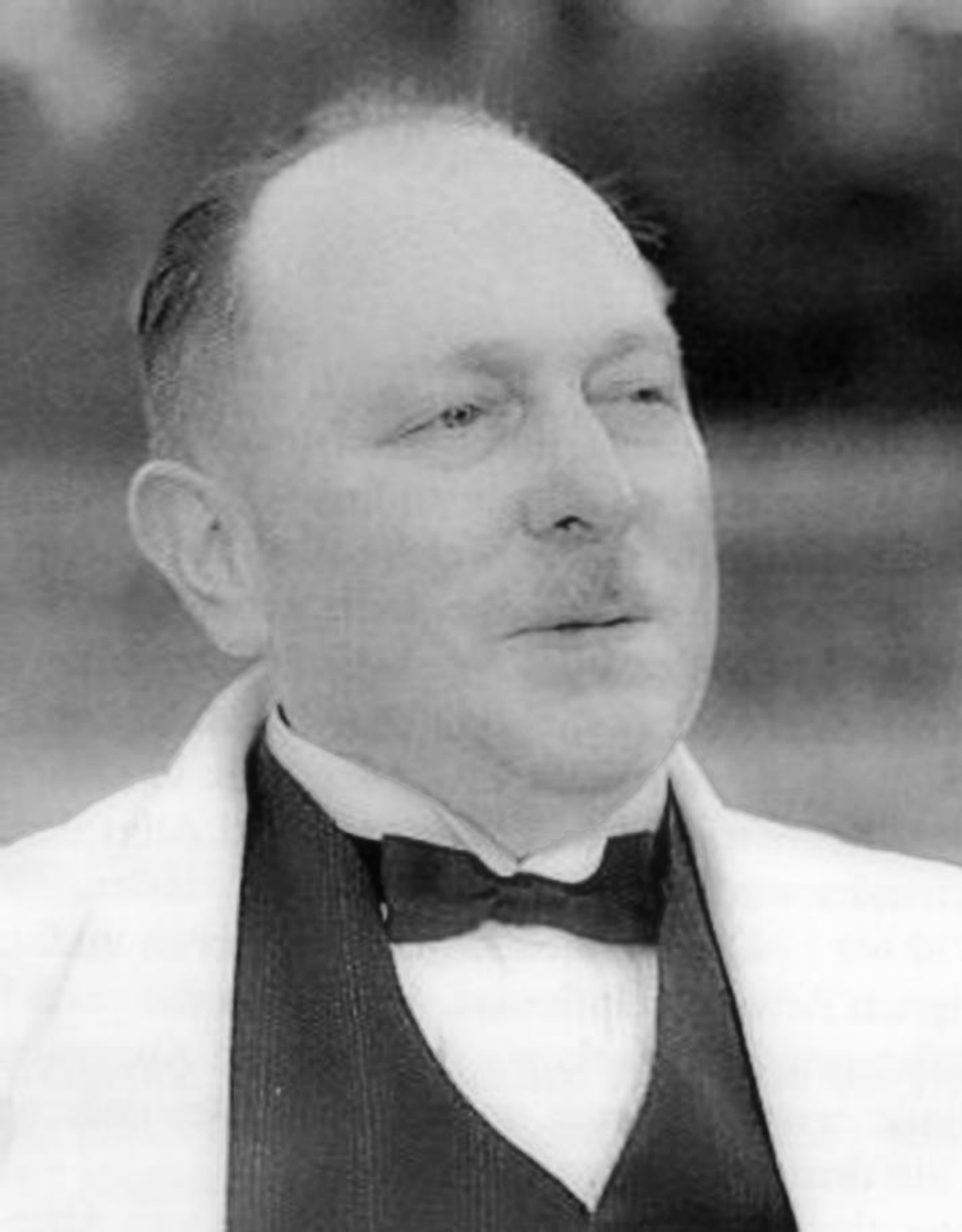
Alfred Vogt

Alfred Vogt (* 31. Oktober 1879 in Menziken; † 10. Dezember 1943 in Zürich) war ein Schweizer Augenarzt.
Vogt gehörte neben Hans Goldmann und Franz Fankhauser (1924–2020) zu den prägenden Deutschschweizer Augenärzten des 20. Jahrhunderts. Seine Beobachtungsgabe, sein Gedächtnis, sein Arbeitspensum, aber auch sein aggressives Wesen prägten Vogts Bild. Sein zuletzt dreibändiges Werk Atlas der Spaltlampenmikroskopie des lebenden Auges gilt auch Anfang des 21. Jahrhunderts noch als Standardwerk der Spaltlampenmikroskopie.

## Leben
Sein Vater war Volksschullehrer in Menziken im Kanton Aargau. Alfred Vogt besuchte das Gymnasium der Alten Kantonsschule Aarau. Ab 1899 studierte er kurz an der Universität Zürich und bis 1904 an der Universität Basel Medizin, wo er 1905 mit der Arbeit The detrimental influence of artificial aniline colours on the eye promovierte. Als Assistenzarzt arbeitete er bei Carl Mellinger in Basel und bei Carlo Reymond (1833–1911) in Turin, bevor er sich 1906 in privater Praxis in Aarau niederliess. 1909 wurde er Chefarzt der Augenklinik im Kantonsspital Aarau. Vogts Habilitationsgesuch an der Universität Zürich 1916 wurde von Otto Haab abgelehnt. 1917 wurde Vogt zum ausserordentlichen Professor an der Universitäts-Augenklinik Basel. 1923 erhielt er einen Ruf als ordentlicher Professor und Direktor der Universitäts-Augenklinik Zürich. Einen Ruf an die Universität München (1924) lehnte Vogt ab. Ab 1937 war Vogt Stellvertretender Vorsitzender der 1922 gegründeten Julius-Klaus-Stiftung für Vererbungsforschung, Sozialanthropologie und Rassenhygiene, deren Kuratorium er von 1925 bis 1943 angehörte. Er wirkte zudem mit bei der von Günther Just und Karl Heinrich Bauer ab 1935 herausgegebenen Zeitschrift für menschliche Vererbungs- und Konstitutionslehre. Alfred Voigt starb 1943 kurz nach seiner Emeritierung.

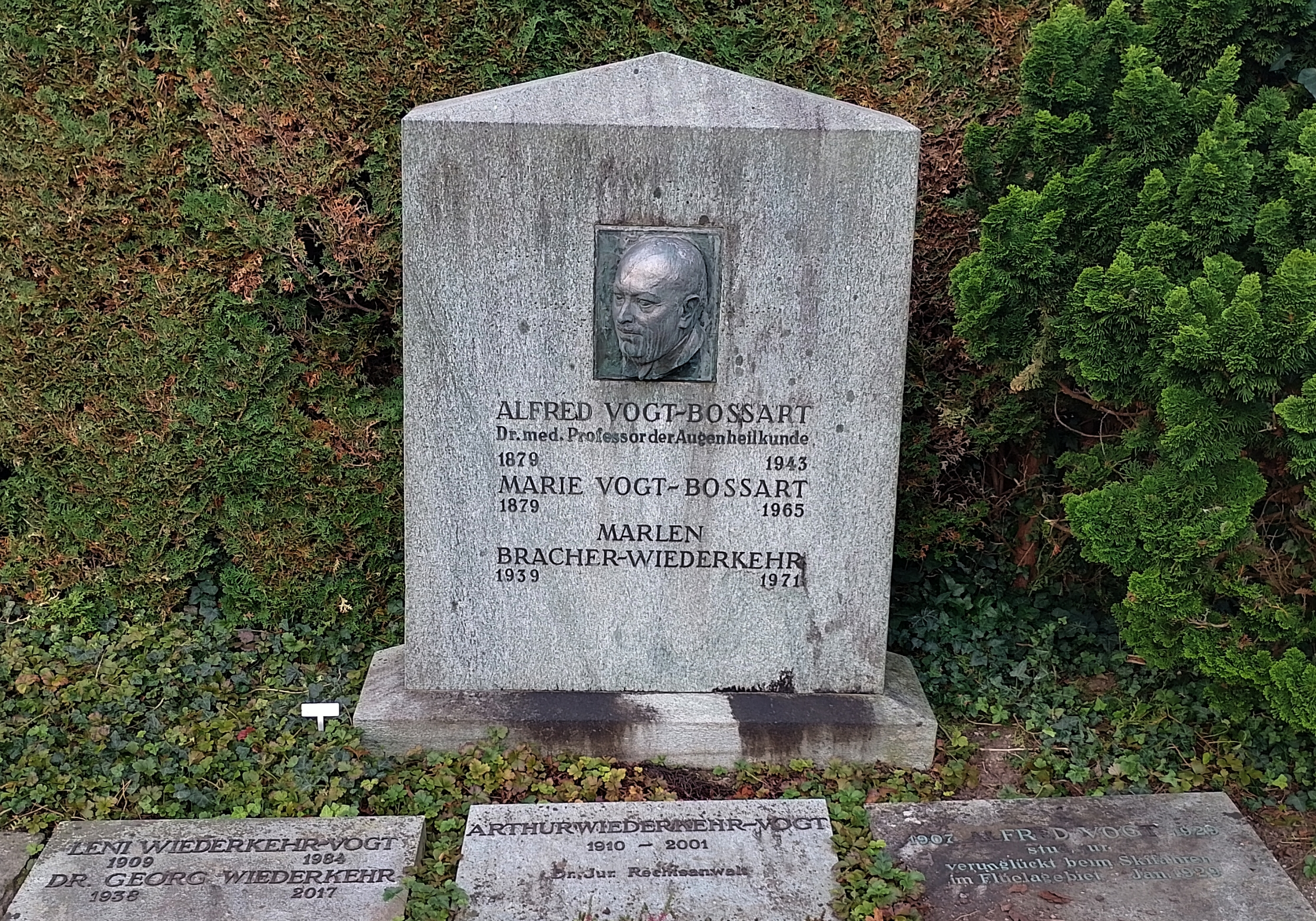
Grab, Friedhof Rehalp, Zürich

Alfred Vogt war mit  Maria, geborene Bosshart (1879–1965), verheiratet. Er fand seine letzte Ruhestätte auf dem Friedhof Rehalp in Zürich.

## Wirken
Vogt entwickelte Techniken zur Retinoskopie und zur operativen Behandlung der Netzhautablösung. Ab 1913 benutzte er systematisch die neu entwickelte Spaltlampe in Verbindung mit einem Cornea-Mikroskop zur Untersuchung der vorderen Augenabschnitte, woraus sein zuletzt dreibändiges Standardwerk der Augenheilkunde mit über 2'000 Abbildungen wurde. Vogt gelangen entscheidende technische Verbesserungen des Geräts. Er lehrte 1913 das Spiegeln der Augen im rotfreien Licht. Er führte die Zyklodiathermie zur Behandlung des Glaukoms ein. 1908 gehörte er zu den Gründungsmitgliedern der Schweizerischen Ophthalmologischen Gesellschaft (SOG).
Vogt galt als strenger Chefarzt, der keinen Widerspruch duldete. Durch Strenge gegenüber Mitarbeitern und eigenen Fleiss entwickelte sich die Universitäts-Augenklinik in Zürich zu einer höchst effizient arbeitenden Einrichtung. Er führte mit Hans Goldmann aus Bern eine jahrelange persönliche und wissenschaftliche Fehde, unter anderem um die Frage, ob die Katarakt-Bildung bei Glasbläsern durch Wärme oder durch Infrarotstrahlung verursacht sei. Vogts fehlende Fähigkeit, Leistungen anderer anzuerkennen, führte dazu, dass kaum einer seiner Schüler eigene wissenschaftliche Wege beschritt oder eine eigene Professur erreichte. Auch die Arbeit der Zeichner der Abbildungen der Spaltlampen-Befunde für seinen Atlas, Iseli und Rudolf Bregenzer, würdigte Vogt nach Ansicht von Balder Gloor nicht angemessen. Seine Neigung, den Wert wissenschaftlicher Leistungen, die andernorts erbracht wurden, zu unterschätzen, führte mehrfach zu Fehlbeurteilungen Vogts.
In Erinnerung an seinen Sohn Alfred Vogt junior, der bei einem Lawinenunglück 1929 ums Leben gekommen war, stiftete Vogt 1938 die Alfred Vogt-Stiftung zur Förderung der Augenheilkunde an der Augenklinik des Universitätsspitals Zürich. Diese vergibt noch heute Druckkostenzuschüsse und Stipendien sowie den Alfred Vogt-Preis «für die beste wissenschaftliche Arbeit auf dem Gebiet der Augenheilkunde».
Zu Vogts Patienten gehörten Axel Munthe und James Joyce.
Nach Vogt sind folgende Eponyme benannt: Vogt-Syndrom I (Vogtsche Katarakt), Vogt-Syndrom II, Vogt-Syndrom III (Vogtsche Cornea), Vogt-Koyanagi-Harada-Syndrom, Vogtsche Cephalosyndaktylie (Apert-Syndrom).

## Auszeichnungen (Auswahl)
- 1919 Mitglied der Leopoldina[8]
- 1932 Donders-Medaille (Niederlande)
- 1935 Auswärtiges Mitglied der Bayerischen Akademie der Wissenschaften
- 1936 Ehrendoktorat der Ruprecht-Karls-Universität Heidelberg
- 1939 Cothenius-Medaille der Leopoldina[9]
- 1941 Gonin-Medaille der Schweizerischen Ophthalmologischen Gesellschaft (SOG)
- 1942 Gullstrand-Medaille durch die Schwedische Ärztegesellschaft
- 1943 Ehrenmitgliedschaft der Schweizerischen Ophthalmologischen Gesellschaft

## Schriften (Auswahl)
- Damage to the Eye caused by Aniline Dye.
- Atlas der Spaltlampenmikroskopie des lebenden Auges. Berlin, J. Springer, 1921.
  - 2. Auflage in zwei Bänden. Springer, 1930–1931
  - 3. Band. F. Enke, 1942.
    - Englische Übersetzung des 3. Bandes. Zürich, 1947.

  - Neudruck der 2. Auflage, Bonn, J. P. Wayenborgh, 1977.
    - Englische Übersetzung von F. C. Blodi, 3 Bände, Bonn, J. P. Wayenborgh, 1978–1981
    - Französische Übersetzung, Italienische Übersetzung.
- Zur Heilung der Netzhautablösung mittels Ignipunktur des Risses. Schweizerische Medizinische Wochenschrift, Basel, 1933, 63: 825–827.